# Intelsat 11
O Intelsat 11 (também chamado de IS-11 e PanAmSat 11) é um satélite de comunicação construído pela Orbital Sciences Corporation (OSC) (como parte de seu ônibus de linha Star-2) pertencente à Intelsat e localizado à 43 graus de longitude oeste, servindo à todo o mercado da América, mas especificamente para o Brasil. Hoje sua banda Ku é utilizada pela Sky Brasil. Atualmente, o satélite Intelsat 9 amplia a capacidade do Intelsat 11. O satélite possui uma expectativa de vida útil de 15 anos.

## Lançamento
O satélite foi lançado com sucesso ao espaço no dia 5 de janeiro de 2007, às 22:02 UTC, por meio de um veículo Ariane-5GS a partir do Centro Espacial de Kourou, na Guiana Francesa, juntamente com o satélite Optus D2. Ele tinha uma massa de lançamento de 2.920 kg.

## Capacidade e cobertura
O Intelsat 11 é equipado com 18 transponders em banda Ku e 16 em banda C. Os 18 transponders em banda Ku prestam serviços para a América Latina (Brasil, parte do México, Venezuela e Flórida) e 16 transponders de banda C servem os Estados Unidos (território continental dos EUA), México e América do Sul.